# Polygala preslii
Polygala preslii är en jungfrulinsväxtart som beskrevs av Sprengel. Polygala preslii ingår i släktet jungfrulinssläktet, och familjen jungfrulinsväxter. Inga underarter finns listade i Catalogue of Life.